# Walter Reinartz
Walter Reinartz, avstrijski zobozdravnik in lionist, * 14. maj 1920, Ludenburg, † 5. marec 2015.

## Odlikovanja in nagrade
Leta 1995 je prejel častni znak svobode Republike Slovenije z naslednjo utemeljitvijo: »za zasluge pri razvoju lionizma v Sloveniji ter za človekoljubno, humanitarno in drugo dejavnost v dobro Sloveniji«.